# Opsibidion albinum
Opsibidion albinum là một loài bọ cánh cứng trong họ Cerambycidae.